# 迪特·泽巴赫
迪特·泽巴赫（Dieter Seebach，1937年10月31日—），出生于卡尔斯鲁厄的德国化学家。

## 生平
泽巴赫1964年前在卡尔斯鲁厄理工学院学习化学，毕业后到哈佛大学艾利亚斯·科里门下继续研修两年。1969年返回卡尔斯鲁厄，以研究硒稳定的碳负离子及溶液中双(芳基硫)卡宾的检测论文，成为化学教授。1971年在吉森大学就职。1977年任苏黎世联邦理工学院的有机化学教授。2003年荣誉退休。
泽巴赫也是麦迪逊大学（威斯康星）、斯特拉斯堡大学、慕尼黑大学、凯泽斯劳滕大学、法兰克福大学、加州理工学院和马克斯·普朗克生物无机化学研究所的客座教授。

## 工作
主要研究新合成策略、β-多肽的制备和结构研究、(R)-3-羟基丁酸的寡聚体的合成及应用前景、光学活性树状物的合成以及有机钛化合物反应性和选择性。他对极性翻转的概念也有很大贡献，Corey-Seebach反应即是以他的名字命名。
泽巴赫是新瑞士化学会和德国、英国、日本、美国类似组织的成员，也是列奥伯蒂纳自然科学研究院和在美因茨的科学和文学学院的成员。